# Seznam poslancev parlamenta Malte (2017–2022)
Seznam poslancev parlamenta Malte je seznam poslancev malteškega predstavniškega doma, izvoljenih v 13. sklic parlamenta na malteških volitvah leta 2017. Razporejeni so po volilnih distriktih.
Vladajoča stranka je laburistična stranka, ki jo podpira en neodvisni poslanec, medtem ko nacionalistična stranka z 2 neodvisnima poslancema tvori opozicijo.

## Seznam po uradih
| Funkcija               | Nosilec                    | Mandat       | Politična stranka       |
| ---------------------- | -------------------------- | ------------ | ----------------------- |
| Predsednik Malte       | Marie Louise Coleiro Preca | 2014–2019    | Laburistična stranka    |
| Predsednik Malte       | George Vella               | 2019 – danes | Laburistična stranka    |
| Predsednik vlade Malte | Joseph Muscat              | 2013–2020    | Laburistična stranka    |
| Predsednik vlade Malte | Robert Abela               | 2020 – danes | Laburistična stranka    |
| Vodja opozicije        | Adrian Delia               | 2017–2020    | Nacionalistična stranka |
| Vodja opozicije        | Bernard Grech              | 2020 – danes | Nacionalistična stranka |
| Govorec                | Anġlu Farrugia             | 2013 – danes | Laburistična stranka    |

#### Laburistična stranka
Abela Carmelo, Abela Robert - predsednik vlade, Agius Chris, Agius Decelis Anthony, Bartolo Clayton, Bartolo Evarist, Bedingfield Glenn, Bonnici Owen, Borg Ian, Camilleri Byron, Camilleri Clint, Caruana Clyde, Caruana Justyne, Castaldi Paris Ian, Cutajar Rosianne, Dalli Miriam, Debattista Deo, Falzon Michael, Farrugia Aaron, Farrugia Michael, Farrugia Portelli Julia, Fearne Chris, Galdes Roderick, Grima Clifton, Grixti Silvio, Herrera José, Mallia Emanuel, Micallef Jean Claude, Mizzi Joe, Muscat Parnis Silvio, Refalo Anton, Schembri Silvio, Scicluna Edward, Zammit Lewis Edward in Zrinzo Azzopardi Stefan.

#### Nacionalistična stranka
Agius David, Aquilina Karol, Arrigo Robert, Azzopardi Jason, Bezzina Toni, Buttigieg Claudette, Callus Ryan, Comodini Cachia Therese, Cutajar Kevin, Cutajar Robert - opozicijski bič, de Marco Mario, Debono Kristy, Deguara Maria, Delia Adrian, Fenech Adami, Galea Mario, Gouder Karl, Grech Bernard - vodja opozicije, Grech Claudio, Mifsud Bonnici Carmelo, Puli Clyde, Said Chris, Schiavone Hermann, Spiteri Stephen, Thake David in Vassallo Edwin,

#### Neodvisni poslanci
Farrugia Godfrey, Farrugia Marlene in Mizzi Konrad,